# 21世紀の仏教徒
21世紀の仏教徒（にじゅういっせいきのぶっきょうと、チベット語：དུས་རབས་ཉེར་གཅིག་པའི་ནང་པ།, དུས་རབས་ཉི་ཤུ་རྩ་གཅིག་པའི་ནང་པ་སངས་རྒྱས་པ།,  英語：21st Century Buddhist）とは、チベット仏教の最高指導者であるダライ・ラマ14世が提唱する、現代社会における仏教・仏教徒のあり方や役割に関する特定の視点およびアプローチ、規範、学知、実践。
特に、科学的な方法論、論理的な思考、「世俗的な倫理（secular ethics）」、平和、利他主義、内面の安定、「普遍的責任（universal responsibility）」といった現代的で世俗的に共有された価値を重視すると同時に、慈悲、菩提心や空性といった仏教特有の考え方を重視する姿勢と実践。
日本においてもこれとは別の、あるいは直接関わらない「21世紀の仏教」観が存在するが、本記事ではそれは扱わない。
一般名詞としての21世紀の仏教徒については、「Category:21世紀の仏教徒」を参照。

## 概要
提唱者のダライ・ラマ14世による定義的な説明は複数あり細かな文面は定まらないが、現代的な学知と仏教の叡智とを身につけた人間になるように要請する根本的なメッセージは共通している。
21世紀の仏教徒となるには、「現代的な教育と、現代の科学などの知識を高水準に持っていることと、そして同様に、現代の技術を応用すること、その上に、仏法で説かれている無辺の他者を利益する見解と、菩提心、縁起の見解について固い信心をなしている必要がある（་དེང་དུས་ཀྱི་ཤེས་ཡོན་དང་། དེང་དུས་ཀྱི་ཚན་རིག་སོགས་ཤེས་བྱ་ཚད་མཐོ་བོ་ཡོད་པ་དང་། དེ་བཞིན་དེང་དུས་ཀྱི་མཐུན་རྐྱེན་བེད་སྤྱོད་བྱེད་ཅིང་། དེའི་ཁར་སངས་རྒྱས་ཀྱི་ཆོས་ནས་གསུངས་པའི་མཐའ་མེད་པའི་གཞན་ཕན་གྱི་ལྟ་བ་དང་། བྱང་ཆུབ་ཀྱི་སེམས། རྟེན་འབྱུང་གི་ལྟ་བ་བཅས་ལ་ཡིད་ཆེས་བརྟན་པོ་ཡོད་པ་ལ་གོ་དགོས།）」と説明される。
また、「現在の学知・教養それら全てを利用することに基づいて、仏教についてそれらがどのようなものか分析し、考え、経験に基づいて理解して、信仰を得るようなこと（དེང་དུས་ཀྱི་ཤེས་ཡོན་ཡོད་པ་དང༌། དེང་དུས་ཀྱི་ཤེས་ཡོན་དེ་དག་ཆ་ཚང་བེད་སྤྱོད་བྱས་པའི་ཐོག་ལ་ནང་པ་སངས་རྒྱས་པའི་ཆོས་དེ་གང་འདྲ་ཞིག་ཡིན་པ་དེར་བརྟག་དཔྱད་བྱས། བསམ་བློ་བཏང༌། མྱོང་བ་ལ་བསྐོར་བའི་ཐོག་ཤེས་ནས་དད་པ་ཐོབ་པ་དེ་འདྲ་ཞིག）」と説明している。
現代的な教養と科学的な知を持っていることに加えて、宗教の枠を超えた普遍的な「世俗的倫理」の推進、慈悲と利他主義（菩提心）の実践の重視、そして地球全体への「普遍的責任」という感覚、信仰と共に批判的な探求を重んじる点などを特徴とする、現代的な課題に対応するための仏教の再解釈と実践の方向性を示すものである。
このアプローチは、20世紀を戦争と暴力の世紀と捉え、21世紀を対話と平和の世紀にしたいというダライ・ラマ自身の強い願いから生まれたものであり、科学技術が高度に発展する一方で、人々の精神的なニーズや倫理的な指針が求められている現代社会の状況に対する応答でもある。その根底には、特にインドのナーランダー僧院に由来する仏教の哲学的・論理的伝統を尊重しつつ、それを現代の知識や地球規模の課題と統合しようとする試みが見られる。

## 基本的な取り組み

### 現代科学の学習と現代科学との対話
ダライ・ラマ14世は現代の科学者との対話を多く行なっている。その理由について、仏教にも論理的な思考があり、科学にも論理的な思考があり、その二つは方法論的に極めて似通っていること、したがって生産的な協働が可能となることとしている。

### 現代科学と仏教との共同開発
現代科学の方法論によって仏教を把握し、仏教を科学に応用する姿勢である。たとえば、エモリー大学にエモリー・チベット科学機構（Emory-Tibet Science Initiative）が設立され、仏教と現代心理学の共同研究がなされ、その研究成果はSEE Learningとして結実している。また、同様の研究機関としては、ヴァージニア州にあるこころと生き方機構（Mind & Life Institute）がある。

### 世俗的倫理（Secular Ethics）
世俗的倫理とは、異なる立場への理解と尊重（གུས་ཞབས་）、そして寛容と慈悲である。ダライ・ラマはインドには古来多数の思想がありながらも、平和的に共存してきたと指摘し、思想や宗教とは関係のない世俗的な倫理の重要性を主張している。お互いの思想や宗教や立場の違いを強調することではなく、尊重する必要性を主張している。そして、多くの宗教の共通点、共通の基盤（ལུགས་དང་ཆོས་བརྒྱུད་མི་འདྲ་བ་རྣམས་མཐུན་པོ་བྱེད་ཐུབ་པའི་གཞི་རྩ་ཞིག）については、慈悲の心、思いやりの心、憐れみの心、親切心だとしている。
「人に対して利益のある宗教全てに対して私たちは尊重する必要がある（མི་ལ་ཕན་ཐོགས་ཡོད་པའི་ཆོས་ལུགས་ཁག་ཚང་མ་ལ་ང་ཚོས་གུས་ཞབས་ཞུ་དགོས་པ་ཡང་གལ་ཆེན་པོར་ཆགས་ཀྱི་འདུག་པ་）」としており、「『世界の中で問題が起こる場所は一つだけで、宗教は一つだけで、信仰も一つだけで、真理も一つだけだ』というような考えは誤りそのものです（འཛམ་བུ་གླིང་ནང་རྙོག་དྲ་ཡོང་ས་གཅིག ཆོས་ལུགས་གཅིག་དང་། དད་པ་གཅིག བདེན་པ་གཅིག་ཟེར་བའི་ནོར་འཁྲུལ་གྱི་བསམ་བློ་འདི་ཡིན།）」と指摘し、寛容さの重要性を説いている。

### 慈悲の心・利他精神の涵養
人間の生まれながらにして基本的な（ལྷན་སྐྱེས་）性質は思いやりの心であるとしており、どの宗教もそれを基礎にしてきたと指摘する。したがって、どの宗教を信じていても、あるいは宗教を信じていなくても、一般的な実践として、慈悲の心や利他心を持つことは人間の性質に適っているとしている。またそのような心を持てば、自分の健康にもいいという科学的な証拠を提示し、同時にそのような精神が社会に不可欠だと主張している。

### 内面の健康
20世紀の公教育は、外面的な健康、体を衛生的に保つ方法を教育してきたが、内面的な健康、精神の衛生を保つ方法は教育してこなかったと指摘し、仏教を科学化し、あるいは心理学や脳科学などの学知に基づいて内面の健康を保つ方法を公教育においても教えるべきだと主張している。

### 普遍的責任（Universal Responsibility）
普遍的責任とは、ダライ・ラマ14世による造語で、自己や自国だけでなく、全人類、さらには生きとし生けるものすべて、そして地球環境全体に対する責任感を持つべきであるという考え方である。これは、仏教の根本的な教えである縁起（相互依存）の現代的な応用であり、グローバル化した世界においては、あらゆる存在が密接に結びついており、他者の幸福が自身の幸福と不可分であるという認識に基づいている。また、責任感とは菩提心の重要な要素であり、大乗仏教の精神を継承している。具体的には、環境問題、人口問題、パンデミック、世界経済の問題を想定しており、自分のことや自分の地域、自分の国のことのみでは解決しない問題に、それぞれが責任感を持ち対処することが解決策になることを示している。

### 批判的・論理的な考察
仏教の教義について「疑う（ཐེ་ཚོམ་, saṃśya）」必要性を説いている。これは、仏教論理学（pramāṇa）において伝統的になされてきたことである。ダライ・ラマは倶舎論において伝統的に提唱されてきた「須弥山世界説」を認めていないことを公言しており、現代の科学的な知識や方法によって検証されないもの、論理的に、理性的に検証されないものは、たとえ仏がそう言っていたとしても、信じなくてよいとしている。

### 知性・理性と忍耐による建設的な感情の強化
理性的な思考によって自分と他者にとってポジティブに働く感情のみを強化し、怒りなどの自分のためにも誰のためにもならない一時的な気の迷いを、理性的な思考と忍耐によって弱体化させることが必要であるとしている。理性的な思考、さまざまな理由と根拠によって、他者との関わりの中で生きていることを感じるならば、また怒りの感情を抱くよりも慈しみの感情を抱いた方が自分の健康にもいいという研究結果に基づくならば、どのような困難な場合にあっても、どのような相手にも相手にも怒ることなく、慈しみの心をもって接することができるとしている。また自身の忍耐を強化する上で、自分にとって好ましくない存在、「敵」こそが「最上の教師」であるとしている。

### 僧院教育の近代化
上記のエモリー大学との共同プロジェクトを通じて、僧院においても科学的な知識を教えるプロジェクトがプロジェクトが進行している。

### 人類史からの学習
20世紀を戦争の世紀で問題が多くあったからこそ、21世紀において人々は強く平和を希求するようになっていると指摘する。20世紀の悲惨さのおかげで、人々は多くの経験を積むことができた（མིས་ཉམས་མྱོང་ཆེན་པོ་ཞིག་བསགས་ཐུབ་པ་བྱུང་ཡོད།））と指摘する。そして、変化から多くのことを学ぶことを重要視している。

## 受容と影響
ダライ・ラマ14世の提唱した「21世紀の仏教徒」の概念は、観想学、SEE Learningなど新たな学問分野や実践の誕生や発達を促した。

### 観想学（Contemplative Studies, Contemplative Science）の発達
2025年現在、観想学（Contemplative Studies）は、米国のブラウン大学、エモリー大学、ヴァージニア大学、日本の慶應大学なで独立した研究センターを持つようになってきている。これらの観想学の発達を促したのは、ダライ・ラマの現代科学と仏教との対話や協働という方針であった。ヴァージニア大学の観想学のフェローシップにダライ・ラマの名前が冠されていることからも窺える。

### SEE Learning の誕生
SEE Learningは前述のエモリー大学のエモリー・チベット科学機構（Emory-Tibet Science Initiative）において開発された教育方法である。幼稚園から高校3年生までの12年間、社会性、倫理性、情動性を身につけた人間を育成する教育プログラムであり、国際的に展開されている。日本では、シーラーニング・ジャパンが担当している。

### Monlam AI の誕生
Monlam AI（ムンラム・エイアイ、སྨོན་ལམ་རིག་ནུས་）とは、仏教僧ゲシェー・ロサン・ムンラム（དགེ་བཤེས་བློ་བཟང་སྨོན་ལམ་）によって開発されたチベット語翻訳の人工知能である。ムンラム氏は伝統的な仏教教育を受けた仏教僧だったが、ダライ・ラマの僧院近代化の波に乗ってパソコンを入手し、プログラムを始めた。彼が代表を務める Monlam Tibetan IT Research Center はAI開発以前にも Monlam Grand Dictionary（སྨོན་ལམ་ཚིག་མཛོད་ཆེན་མོ་）を発表するなど、仏教やチベットの知識を電子化していた。

### 『仏教科学・仏教哲学集論（ནང་པའི་ཚན་རིག་དང་ལྟ་གྲུབ་ཀུན་བཏུས་）』の編纂
ダライ・ラマ14世の命によって、ガンデンポタンから出版された一連の著作物。仏教の論理学、認識論、倶舎学を仏教科学（ནང་པའི་ཚན་རིག་）としてまとめ、仏教の教義、空性の理解を仏教哲学（ནང་པའི་ལྟ་གྲུབ་）としてまとめた本。奇数巻が前者、偶数巻が後者となっており、仏教について簡潔に学ぶことができるよう工夫されている。英訳は、Science and Philosophy in the Indian Buddhist Classicsの形で出版されている（本邦未訳）。

### 日本の仏教学者らとの対話
Gomang Academyはダライ・ラマ14世を招聘して、福田洋一、斎藤明、桂紹隆、根本裕史など日本の仏教研究者との対話を行った。その後、Gomang Academyでは、チベット人僧侶と日本の研究者との交流に基づいて、複数の研究が継続されている。

## 評価
ダライ・ラマ14世が、チベット問題の解決に取り組むなかで示した、「21世紀の仏教徒」の行動の一例とも言える、寛容と相互尊重を土台とする平和的解決を求める姿勢は評価され、1989年にノーベル平和賞を受賞している。

## 批判
- 功利主義的なものであるとする批判

ダライ・ラマ14世の世俗倫理については、功利主義的であるとの批判がある。ダライ・ラマの思想の多くは、大乗仏教の持つ動機主義や消極的功利主義的な発想を基礎にするが、近代的な発想とも関連しており、重層的である。西洋的な意味での功利主義であると断ずることはできないが、功利主義的傾向を少なからず持っているとする見解もあり、少数者の権利との衝突などが起こる可能性も指摘される。
- 政治的な意図があるとする批判

ダライ・ラマ14世自身もチベット難民であり、寛容の精神や倫理を説くと同時に、同様の倫理でチベット人に中国との和解を説いている。

## 関連書籍
（蔵文）
- རེ་མདོ་སེང་གེ, གྲུབ་མཐའི་རྣམ་བཤད། ༧གོང་ས་༧སྐྱབས་མགོན་བཅུ་བཞི་པ་ཆེན་པོའི་བཀའ་ཁྲིད།, LTWA, ཕྱི་ལོ་༢༠༡༦ །།
- ནང་པའི་ཚན་རིག་དང་ལྟ་གྲུབ་ཀུན་བཏུས།, དགའ་ལྡན་ཕོ་བྲང་།

（和文）
- ダライ・ラマ14世著、三浦順子訳『ダライ・ラマ 宗教を越えて―世界倫理への新たなヴィジョン』（サンガ、2012年）
- ダライ・ラマ14世著、ペマ・ギャルポ監訳、家村佳予子訳『ダライ・ラマの智慧 幸せな生き方 満ち足りた死に方』（ハート出版、2025年）